# 予成
予成（？—485年），郁久闾氏，自号受罗部真可汗，為5世纪蒙古高原一帶古國柔然的第七任君主，予成為吐贺真之子，於464年立，並建元永康。他於485年7月卒。
464年，吐贺真卒，予成即位，建元永康，是柔然建立年号的开始。当时，柔然吞并高昌，于是乘势役属焉耆、鄯善、龟兹、姑墨。470年，又攻打西域的于阗。472年、473年，多次攻击北魏重镇敦煌。他和刘宋通好，学习汉文化。478年，和刘宋权臣萧道成的使臣王洪范相约，发三十万大军一起讨伐北魏。次年，刘宋被南齐取代，相约伐魏没有成功。他向齐武帝请求派医生和工匠至柔然传授医疗、织锦、造指南车、漏刻，但道远未果。和北魏虽然对立，也有交往。475年、478年两次请求和北魏和亲，魏孝文帝同意，但也没有实现。485年，予成卒，子豆仑为可汗。